# Erophylla bombifrons
Erophylla bombifrons (Miller, 1899) è un pipistrello della famiglia dei Fillostomidi diffuso nei Caraibi.

## Descrizione

### Dimensioni
Pipistrello di medie dimensioni, con la lunghezza totale tra 80 e 88 mm, la lunghezza dell'avambraccio tra 47 e 51 mm, la lunghezza della coda tra 13 e 17 mm, la lunghezza del piede tra 13 e 15 mm, la lunghezza delle orecchie tra 17 e 19 mm e un peso fino a 21 g.

### Aspetto
La pelliccia è corta e setosa. Le parti dorsali sono bruno castane, mentre le parti ventrali e la testa sono leggermente più chiare. La base dei peli è ovunque bianca. Il muso è allungato, con una foglia nasale piccola, rotonda, leggermente appuntita e con due proiezioni sui lati delle narici. La lingua è lunga, estensibile e fornita di papille setolose sulla punta. Il labbro inferiore è attraversato da un solco longitudinale bordato da file di piccole verruche. Le orecchie sono corte, triangolari e ben separate tra loro. Il trago è corto, triangolare e con degli incavi alla base. Le membrane alari sono marroni chiare, prive di peli e attaccate posteriormente sulle caviglie. La coda si estende oltre l'uropatagio, ridotto ad una sottile membrana lungo la parte interna degli arti inferiori e con il margine libero ad U. Il calcar è rudimentale.

## Biologia

### Comportamento
Si rifugia in colonie di diverse migliaia di individui all'interno di grotte calde e umide. L'attività di nutrimento inizia circa 40-60 minuti dopo il tramonto.

### Alimentazione
Si nutre di insetti, nettare e frutta.

### Riproduzione
Danno alla luce un piccolo alla volta in primavera. Femmine gravide sono state osservate da febbraio a giugno, mentre altre che allattavano sono state osservate da maggio a settembre.

## Distribuzione e habitat
Questa specie è diffusa sulle isole di Hispaniola e Porto Rico.

## Conservazione
La IUCN Red List, considerato il vasto areale, la popolazione presumibilmente numerosa, la presenza in diverse aree protette e la tolleranza alle modifiche ambientali, classifica E.bombifrons come specie a rischio minimo (Least Concern)).